# Oleksandriia (huyện)
Huyện Oleksandriia (tiếng Ukraina: Олександрійський район, chuyển tự: Oleksandriias’kyi raion) là một huyện của tỉnh Kirovohrad thuộc Ukraina. Huyện Oleksandriia có diện tích 1855 km², dân số theo điều tra dân số ngày 5 tháng 12 năm 2001 là 41156 người với mật độ 22 người/km2. Trung tâm huyện nằm ở Oleksandriia.